# Où commence la Mère-Patrie ?
Où commence la Mère-Patrie ? ou Avec quoi commence la patrie ? (С чего начинается Родина, S tchego natchinaïetsia rodina) est une chanson soviétique composée par Veniamine Basner avec des paroles de Mikhaïl Matoussovski pour le film en quatre parties Le Glaive et le Bouclier (Щит и меч) de Vladimir Bassov, en 1968. La mélodie de la chanson était le thème musical principal du film. La chanson y était interprétée par Mark Bernes. La chanson a connu un grand succès et a été adoptée comme hymne non-officiel par les services secrets soviétiques puis russes .